# Ступішино
Ступі́шино (рос. Ступишино) — село у складі Тяжинського округу Кемеровської області, Росія.

## Населення
Населення — 451 особа (2010; 629 у 2002).
Національний склад (станом на 2002 рік):
- росіяни — 97 %